# بونی ویو (کالیفرنیا)
بونی ویو (به انگلیسی: Bonnie View) یک منطقهٔ مسکونی در ایالات متحده آمریکا است که در شهرستان کولوزا، کالیفرنیا واقع شده‌است. بونی ویو ۸۹۷ متر بالاتر از سطح دریا واقع شده‌است.